# NGC 1590
NGC 1590 је спирална галаксија у сазвежђу Бик која се налази на NGC листи објеката дубоког неба.
Деклинација објекта је + 7° 37' 51" а ректасцензија 4h 31m 10,2s. Привидна величина (магнитуда) објекта NGC 1590 износи 13,6 а фотографска магнитуда 14,5. NGC 1590 је још познат и под ознакама UGC 3071, MCG 1-12-8, CGCG 419-14, IRAS 04284+0731, 2ZW 13, KUG 0428+075, PGC 15368.